# Makhtar N'Diaye (baloncestista)
Makhtar Vincent N'Diaye (Dakar, 12 de diciembre de 1973) es un exjugador de baloncesto senegalés que jugó una temporada en la NBA, desarrollando el resto de su carrera deportiva en diversas ligas europeas y en la NBA D-League. Con 2,03 metros de estatura, lo hacía en la posición de ala-pívot.

## Trayectoria deportiva

### Universidad
Jugó durante dos temporadas con los Wolverines de la Universidad de Míchigan, siendo posteriormente transferido a los Tar Heels de la Universidad de Carolina del Norte, donde jugó otras dos. En total promedió 3,8 puntos, 3,4 rebotes y 1,4 tapones por partido.

### Profesional
Tras no ser elegido en el 1998, comenzó su andadura profesional en el Oyak Renault de la TBL, donde jugó seis partidos en los que promedió 13,3 puntos y 7,8 rebotes. De ahí pasó al BC Lietuvos Rytas de la liga lituana, y ya en enero de 1999 fichó por los Vancouver Grizzlies de la NBA. Jugó únicamente cuatro partidos en los que promedió 1,3 puntos y 1,3 rebotes.
Ese verano se vio envuelto en uno de los traspasos más complejos de la historia de la liga: fue enviado junto con Lee Mayberry, Rodrick Rhodes y Michael Smith a Orlando Magic, mientras que Steve Francis y Tony Massenburg recalaban en Houston Rockets. Estos a su vez mandaron a Brent Price, Antoine Carr, Michael Dickerson, Othella Harrington y una futura primera ronda del draft a Vancouver Grizzlies, mientras que los Magic mandaban a Don MacLean y una primera ronda a los Rockets. Pero los Magic desestimaron su fichaje.
Regresó al baloncesto europeo para fichar por el Besançon francés, volviendo a Estados Unidos al año siguiente para jugar en los North Charleston Lowgators de la NBA D-League, donde en una temporada promedió 6,0 puntos y 6,4 rebotes por partido.
Volvió a la liga francesa en 2002, jugando en cuatro temporadas consecutivas en el Jeanne d'Arc Vichy, el Chorale Roanne Basket, el JDA Dijon y el ASVEL Lyon-Villeurbanne de la Pro A, siendo su mejor temporada la 2003-04, la dispuada en Roanne, en la que promedió 11,8 puntos y 6,1 rebotes por partido.
Tras jugar una temporada en el TBB Trier de la Bundesliga, lo hizo en otras dos en el Levallois Sporting Club Basket de la Pro B, en las que promedió 8,1 puntos y 5,4 rebotes por partido. Acabó su carrera jugando un año en el AEK Larnaca BC de la Division 1 chipriota.

### Selección nacional
Participó con la Selección de baloncesto de Senegal en el Afrobasket de 2003, 2005 y 2007, además de jugar dos Mundiales, el de 1998 y el de 2006, promediando en este último 5,0 puntos y 4,5 rebotes por partido.

## Estadísticas de su carrera en la NBA

### Temporada regular
| Temporada | Edad | Equipo              | Liga | Pos. | P | TIT | MIN | TC  | TCA | %TC  | 3P  | 3PA | %3P | 2P  | 2PA | %2P  | TL  | TLA | %TL  | R.OF. | R.DEF. | REB | ASIS | ROB | TAP | PER | FP  | PTS |
| 1998-99   | 25   | Vancouver Grizzlies | NBA  | PF   | 4 | 0   | 6.8 | 0.3 | 1.0 | .250 | 0.0 | 0.0 |     | 0.3 | 1.0 | .250 | 0.8 | 1.0 | .750 | 0.8   | 0.5    | 1.3 | 0.3  | 0.0 | 0.3 | 0.3 | 2.3 | 1.3 |
| Total     |      |                     | NBA  |      | 4 | 0   | 6.8 | 0.3 | 1.0 | .250 | 0.0 | 0.0 |     | 0.3 | 1.0 | .250 | 0.8 | 1.0 | .750 | 0.8   | 0.5    | 1.3 | 0.3  | 0.0 | 0.3 | 0.3 | 2.3 | 1.3 |